# Harrow-on-the-Hill (Metropolitano de Londres)
Harrow-on-the-Hill é uma estação ferroviária de intercâmbio em Harrow, servida pelos serviços suburbanos da linha Metropolitan do Metrô de Londres e pelos serviços suburbanos da National Rail na linha Londres-Aylesbury. São 9 milhas 18 correntes (9,23 mi; 14,85 km) abaixo da linha de London Marylebone. Harrow-on-the-Hill é a última parada da linha Metropolitan do Centro de Londres antes que a linha se divida com o ramal principal em direção a Moor Park e o ramal divergente de Uxbridge em direção a Uxbridge. Está na Zona 5 do Travelcard.

## História
A estação foi inaugurada como "Harrow" em 2 de agosto de 1880, quando a Metropolitan Railway foi ampliada de seu terminal anterior em Willesden Green. Seu nome foi alterado para "Harrow-on-the-Hill" em 1 de junho de 1894. Como algumas outras estações de metrô, o nome é mais um exemplo de marketing do que de precisão; neste caso, a cidade "própria" de mesmo nome está no topo de Harrow Hill (ou seja Harrow-on-the-Hill), enquanto a estação está localizada no sopé da colina ao norte, que na época de A abertura foi uma pequena aldeia chamada Greenhill e desde então se tornou a principal cidade de Harrow.
Se os governadores da Harrow School não tivessem feito objeções durante a fase de planejamento, é possível que a Metropolitan Railway pudesse ter seguido uma rota diferente, aproximando-se do centro da cidade, na colina. A estação fica no coração de Metroland.
O serviço ferroviário nacional começou como Great Central Railway (GCR) em 15 de março de 1899. O GCR funcionava na antiga Great Central Main Line, uma rota troncal intercidades e prestava serviços de Harrow para destinos como Rugby, Leicester, Nottingham e Manchester. O serviço de passageiros ao norte de Aylesbury cessou em 1966 devido ao Beeching Axe. Existia um pátio de mercadorias, que fechou em 3 de abril de 1967.

## Geografia ferroviária
A estação é um importante entroncamento com vários cruzamentos ao norte e ao sul da estação, permitindo flexibilidade na rota dos trens.
Ao sul da estação, há quatro trilhos do Metrô de Londres emparelhados por direção como linhas "Rápida" e "Local" de/para Baker Street e dois trilhos da "linha principal" de/para Marylebone.
Ao norte da estação, o ramal de Uxbridge diverge das demais rotas por meio de um entroncamento escavado. Acima disso, Harrow North Junction separa a "linha local" em direção a North Harrow e a "linha principal" em direção a Moor Park.

## Serviços

### Metrô de Londres
Os serviços do Metrô de Londres em Harrow-on-the-Hill são fornecidos pela linha Metropolitan. As estações de metrô adjacentes são Northwick Park (todas as estações em direção ao sul), Moor Park (sentido rápido ao norte), North Harrow (todas as estações em direção ao norte) e West Harrow (em direção a Uxbridge). A linha Metropolitana é única na operação de serviço expresso. Os serviços "rápidos" e "semi-rápidos" (agora reservados principalmente para horários de pico) não param entre Harrow-on-the-Hill e Finchley Road. As linhas "rápidas" nas estações entre Moor Park, Harrow e Wembley Park não têm plataformas.
Os serviços para o sul vão para Baker Street (4tph) ou continuam até o terminal da linha em Aldgate (12tph). Os trens fora de pico de Amersham (2tph), Chesham (2tph) e Uxbridge (8tph) geralmente terminam em Aldgate, com um serviço de 4tph de Watford para Baker Street, no entanto, durante os horários de pico, os trens de todas as filiais vão de/para todos os destinos.

### Rede de ônibus/autocarro
Adjacente à estação de metrô Harrow-on-the-Hill fica a Estação Rodoviária de Harrow.

### National Rail
O serviço da National Rail em Harrow-on-the-Hill é fornecido pela Chiltern Railways. Os serviços operam entre a Estação Marylebone e Aylesbury usando os trilhos separados da Network Rail de Londres a Harrow e compartilhando trilhos do Metrô de Londres entre Harrow e Amersham. A Chiltern Railways começou a operar em 1996 após a privatização da British Rail e normalmente fornece dois trens por hora entre Aylesbury e Londres via Harrow.

## Disposição da estação

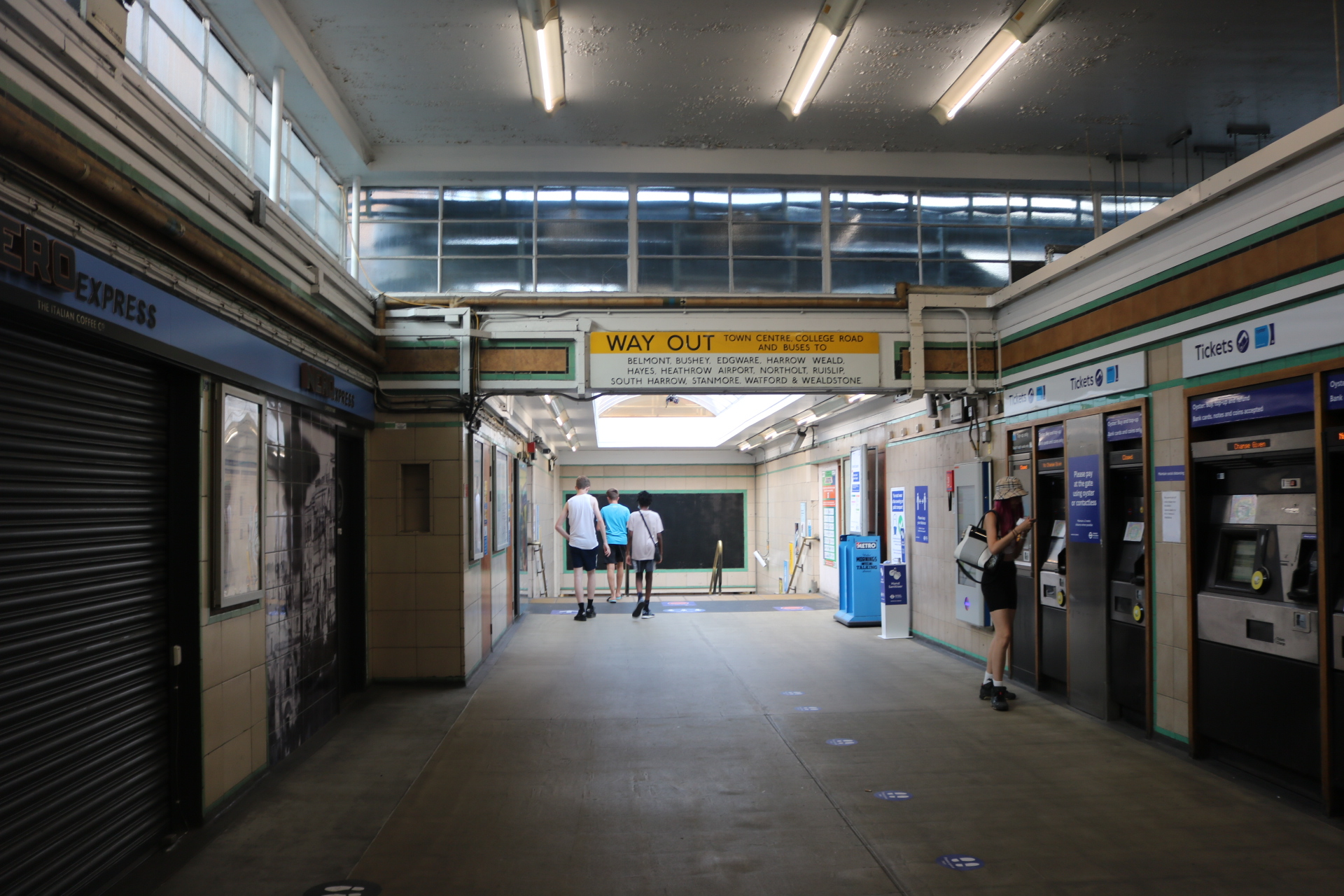
Dentro do prédio elevado da estação, 2020

O edifício da estação está acima do solo com as seis plataformas em corte. Dois (do lado Sul) são predominantemente utilizados pelos serviços NR e os outros quatro pela linha Metropolitan; as plataformas NR são eletrificadas com o sistema LU (os serviços normais são operados por trens a diesel) e os trens LU que chegam em algumas rotas podem ser desviados para elas, caso seja necessário durante o fechamento de vias na área.
A estação tem duas entradas, uma na Station Approach (levando a Lowlands Road e Harrow Hill) e outra na College Road (para a estação rodoviária de Harrow e a principal área comercial).
Durante o horário de funcionamento a Estação é popular como atalho, dispensando a caminhada mais longa pela ponte da Station Road, pois é possível caminhar pela ponte e usar os banheiros públicos sem passar pelas bilheterias.
O atual edifício da estação principal substituiu estruturas mais antigas na extremidade das plataformas em Londres (deixando assim a Station Road sem estação); consiste numa área de circulação acima dos trilhos com escadas que descem para todas as plataformas e ambas as entradas da rua.
Um túnel pedonal ligava todas as plataformas ao posto de triagem adjacente e agora encerrada Agência dos Correios, cujo local foi remodelado.
Um bloco de escritórios chamado Avanta House foi construído na década de 1980 no topo da entrada da estação College Road.
Harrow-on-the-Hill obteve acesso gratuito a partir de College Road como parte de uma parcela de melhorias de acesso programadas para conclusão em 2020; essa obra, que também introduziu elevadores nas plataformas servidas pela Chiltern Railways, foi concluída em março de 2022, mas os passageiros que se aproximam da estação pelo sul (Lowlands Road) ainda são obrigados a subir lances de escadas.

## Terminal de ônibus
Há um terminal de ônibus localizado ao lado da estação que oferece serviços de ônibus de Londres em todo o Norte de Londres.

## Galeria

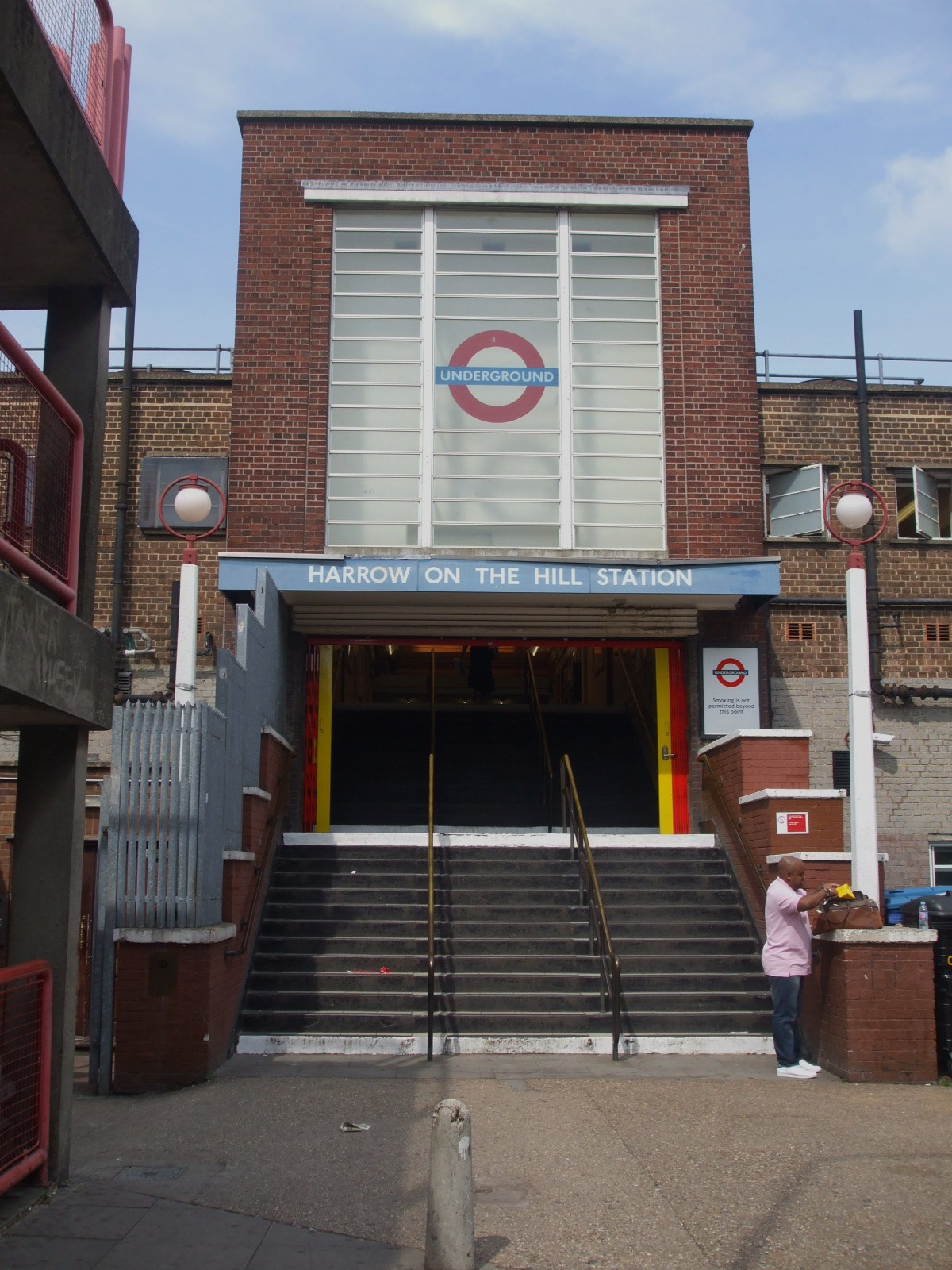
Alternativa, entrada sul
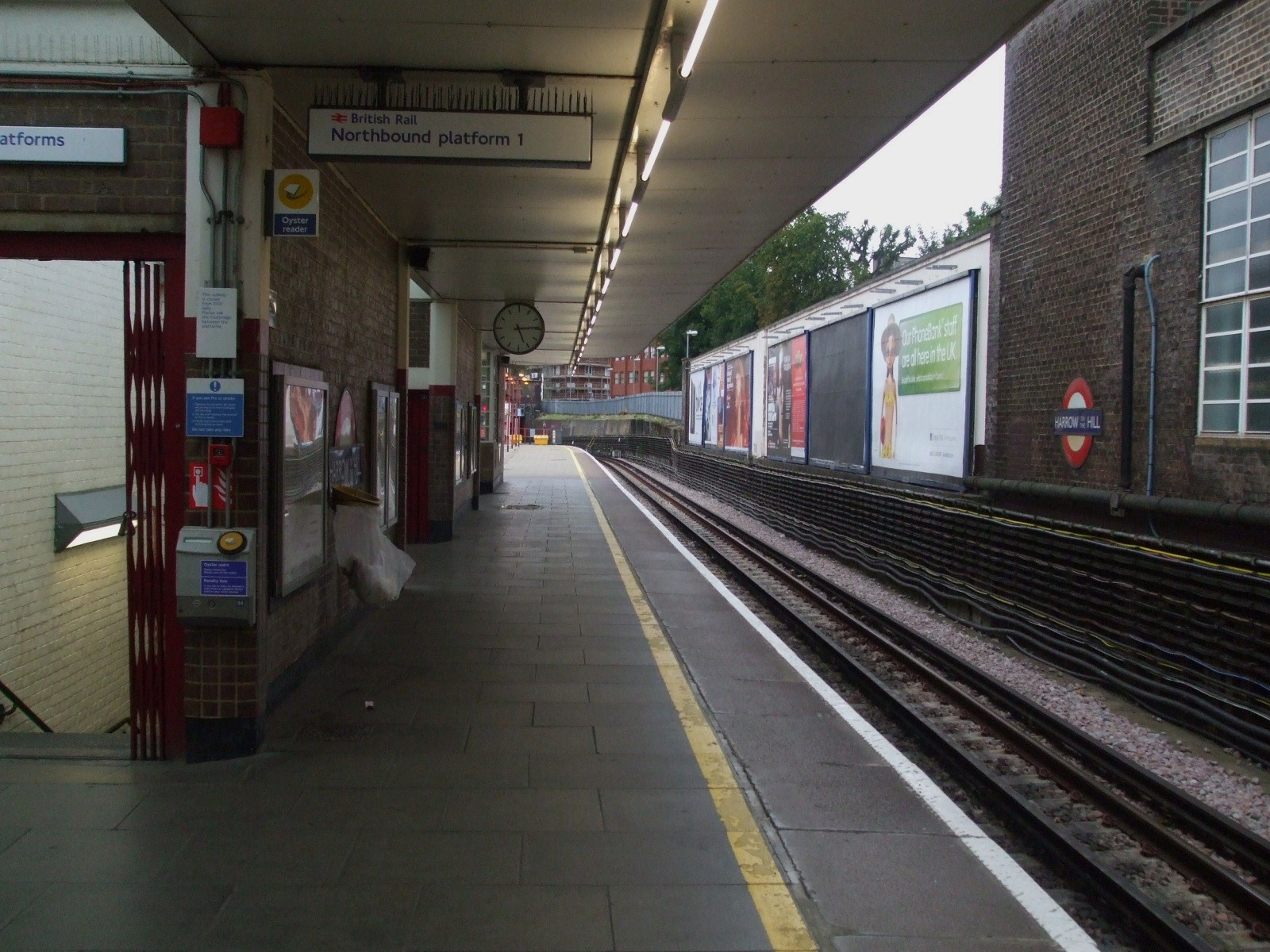
Plataforma 1 da Chiltern Railways em direção ao norte voltada para o sul. Observe o início do quarto trilho.
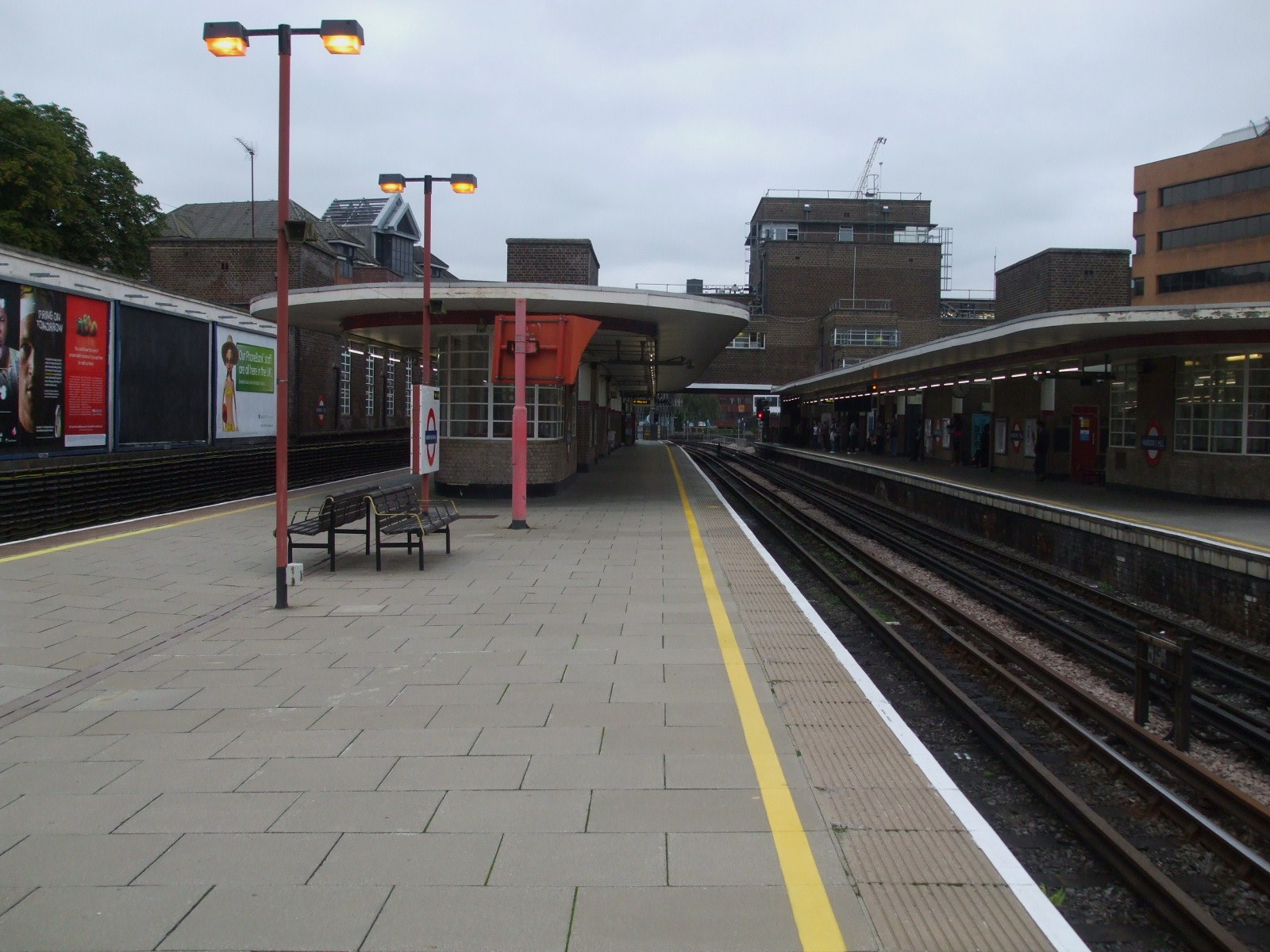
Plataforma 2 da Chiltern Railways em direção ao sul externa para o norte. Observe o final do quarto trilho na extremidade sul da plataforma.
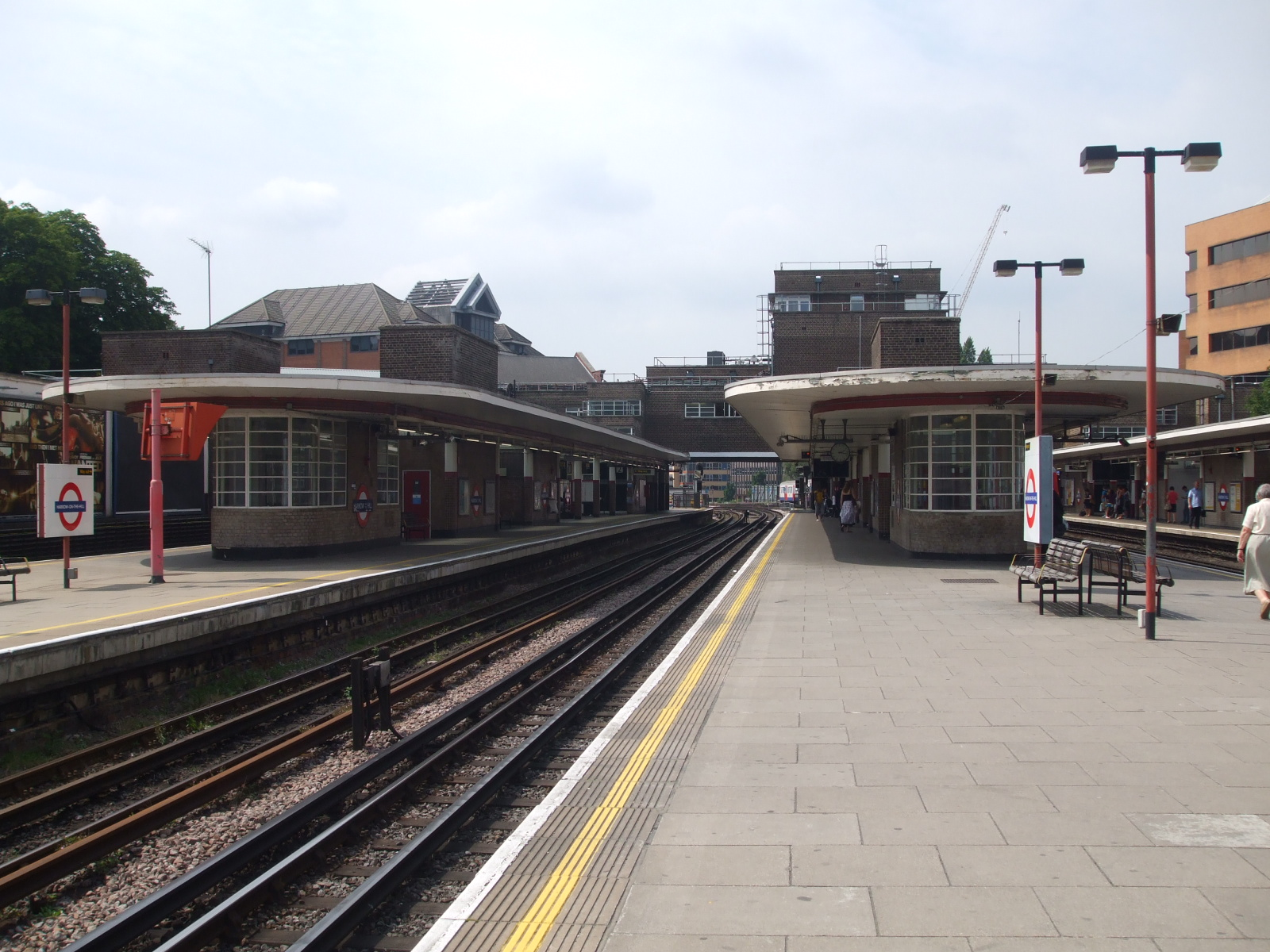
Linha Metropolitana em direção ao norte, Plataforma 3 externa para o norte. As plataformas ferroviárias de Chiltern ficam à esquerda.
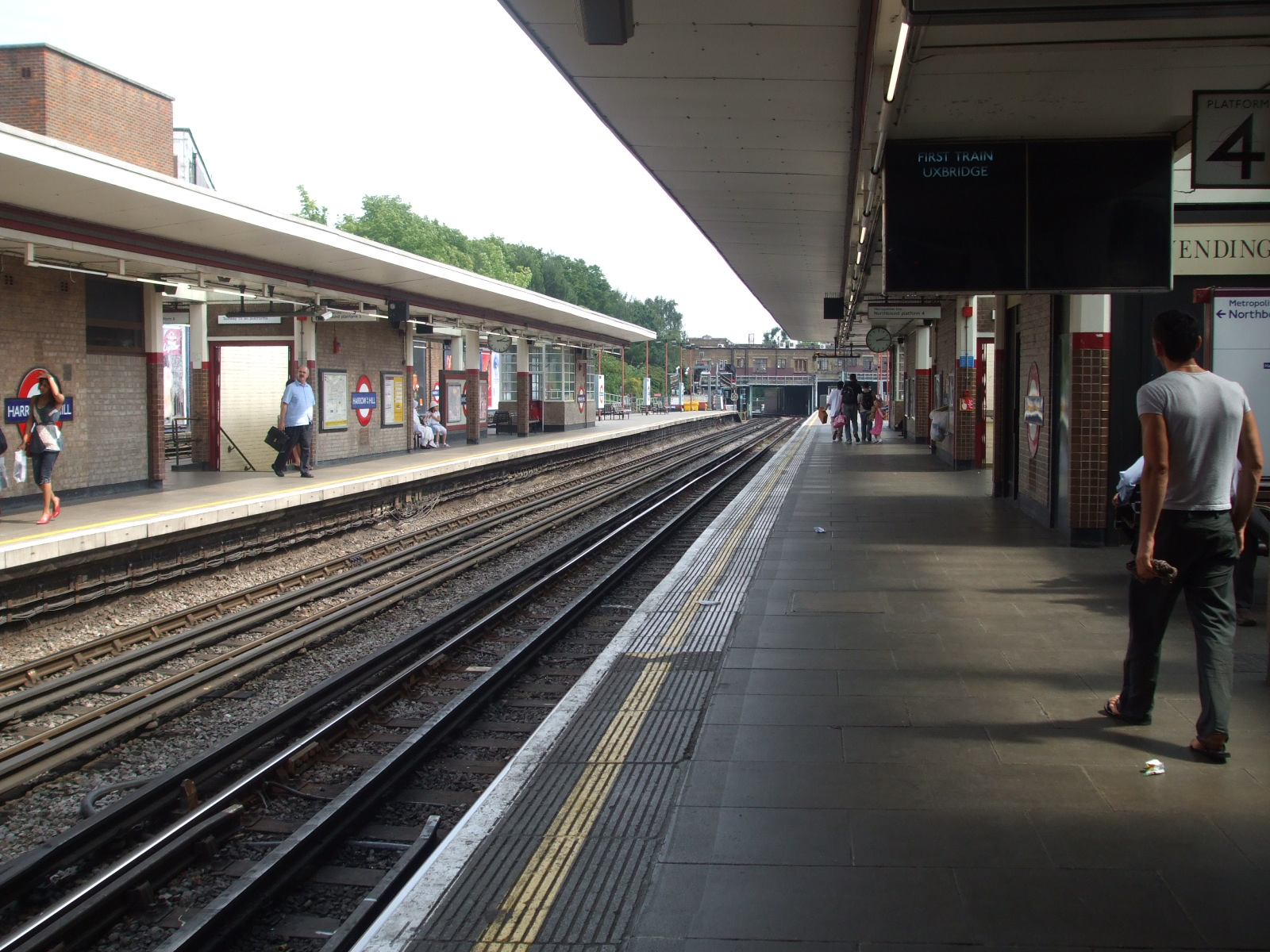
Plataforma 4 da linha Metropolitan ao norte voltada para o sul
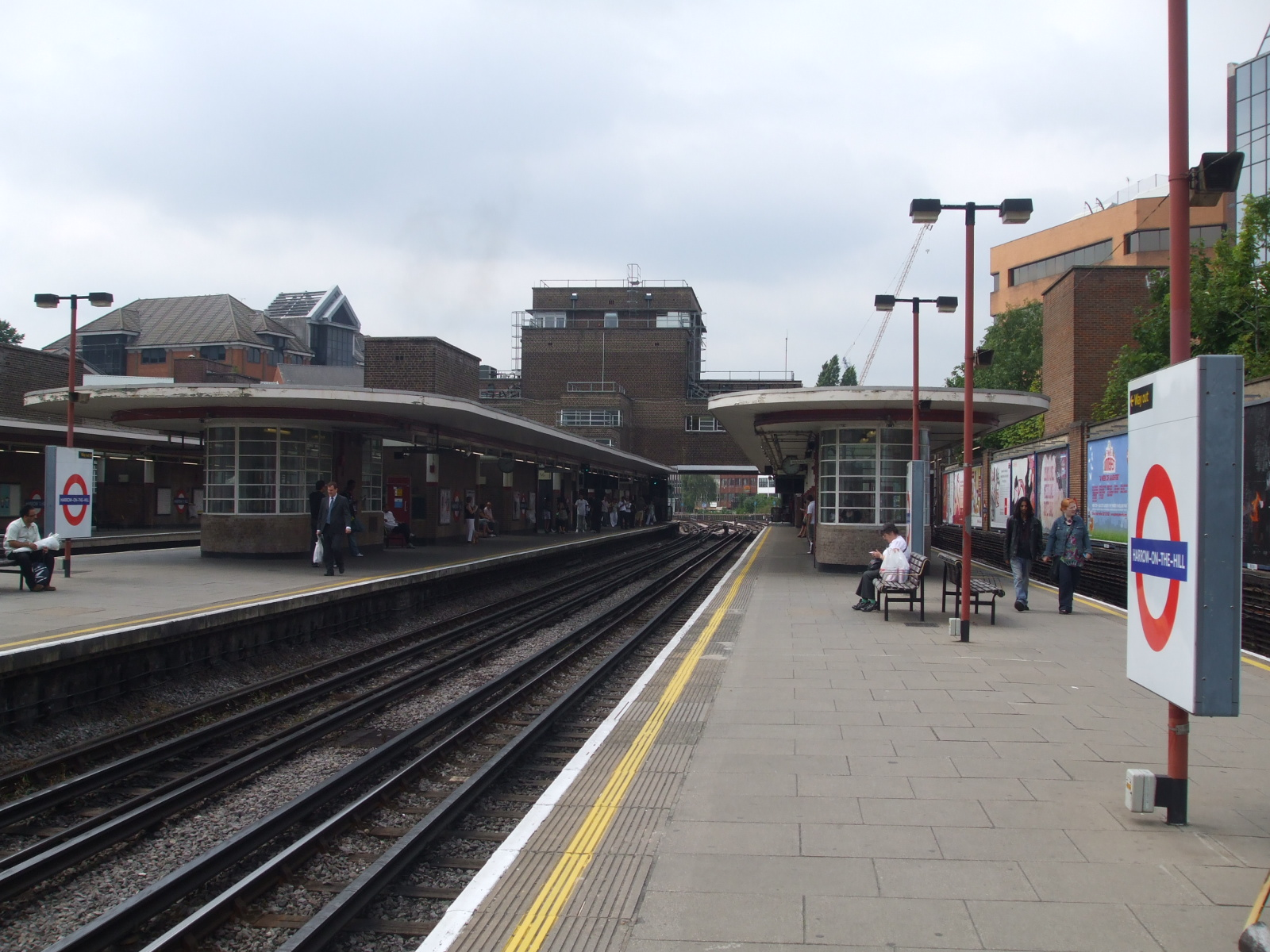
Linha Metropolitan em direção ao sul, plataforma 5 externa para o norte
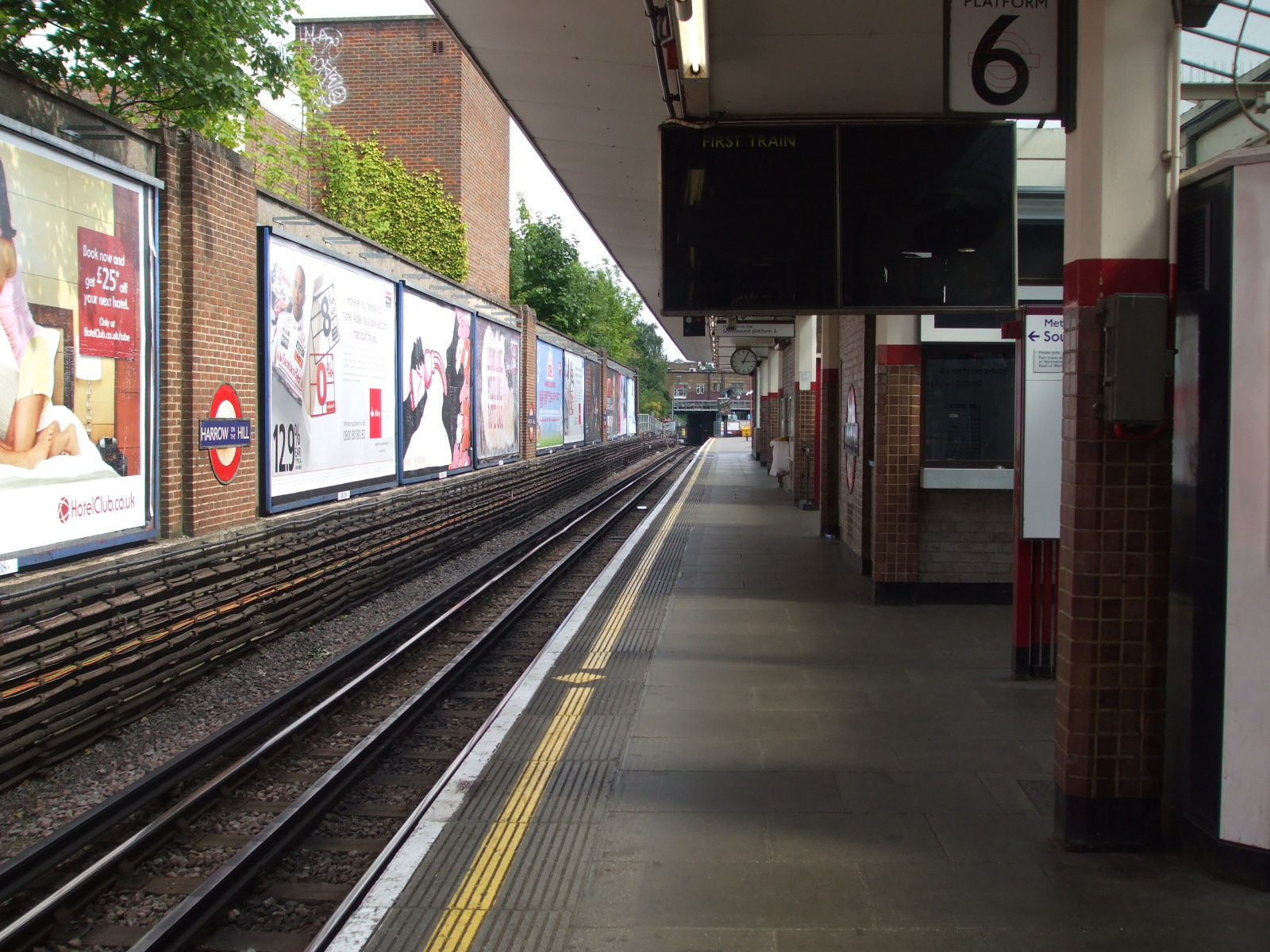
Linha Metropolitan em direção ao sul, plataforma 6 externa para o sul
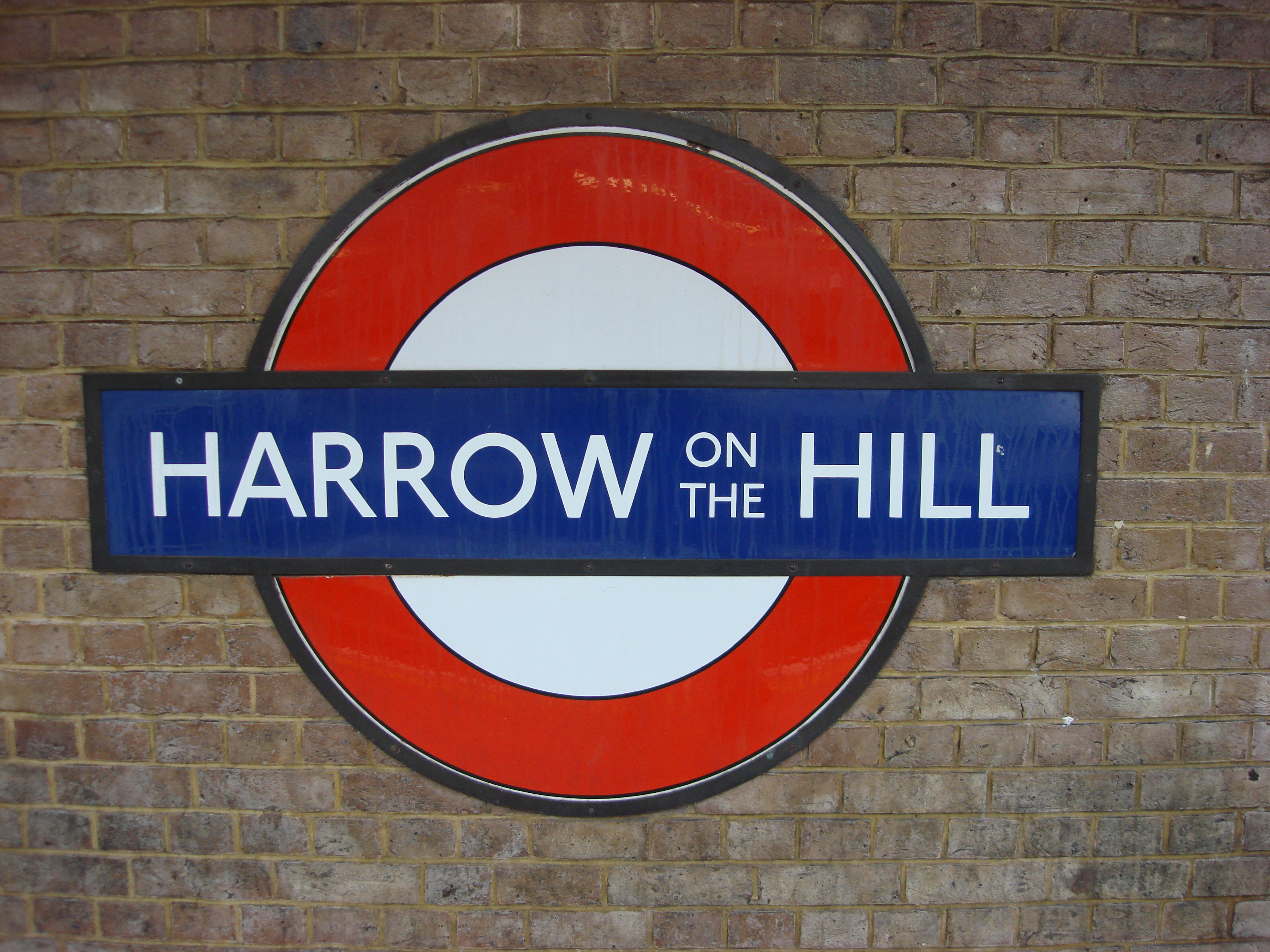
Roundel da plataforma da estação